# Папенбург
Папенбург (њем. Papenburg) град је у њемачкој савезној држави Доња Саксонија. Једно је од 60 општинских средишта округа Емсланд. Према процјени из 2010. у граду је живјело 35.268 становника. Посједује регионалну шифру (AGS) 3454041, NUTS (DE949) и LOCODE (DE PAP) код.

## Географски и демографски подаци
Папенбург се налази у савезној држави Доња Саксонија у округу Емсланд. Град се налази на надморској висини од 6 метара. Површина општине износи 118,4 km². У самом граду је, према процјени из 2010. године, живјело 35.268 становника. Просјечна густина становништва износи 298 становника/km².

## Међународна сарадња
| Мјесто      | Држава    | Врста сарадње | Од    |
| ----------- | --------- | ------------- | ----- |
| Погранични  | Русија    | партнерство   | 1995. |
|             | Пољска    | пријатељство  | 2004. |
| Калињинград | Русија    | партнерство   | 1996. |
| Штадсканал  | Холандија | контакт       | 2000. |
|             | Француска | партнерство   | 1988. |
| Торелавега  | Шпанија   | контакт       | 2000. |
| Извор       |           |               |       |